# 過電流
過電流（overcurrent，excess current）又稱超電流，簡稱過流，是指電氣設備上流過過大電流的情形。過電流會使設備發熱，甚至有著火或是損害零件或設備的情形。常見的過電流原因包括短路、負載過大、設計錯誤、或是接地故障。為了避免過電流，一般會安裝保險絲、斷路器、溫度感測器或是限流裝置等設備。

## 電網中的過流
發電機的過電流能力是電力系統運作的基礎。若電網沒有過電流能力（其短路比太低），可能會造成以下的問題： 
- 大負載變動之間的暂態會讓電網電壓出現較大的變動，造成負載的問題（例如，有些馬達可能無法在低電壓條件下啟動運轉）
- 電網保護設備是設計在一定程度的過電流下觸發。若電網較弱，會很難區分真正短路產生的電流，或是因為負載變動而產生的暫態過電流。
- 在斷電後的全黑啟動（英语：black start）運作時，會了要提供能量給系統元件，會有很大的突入電流（英语：Inrush current）。例如，假如較弱電網上的一些負載仍連在電網上，以逆變器為基礎的資源（英语：inverter-based resource）可能會無法啟動。

## 相關標準
- IEC 60364（英语：IEC 60364）-4-43: Electrical installations of buildings – Part 4-43: Protection for safety – Protection against overcurrent

## 來源
- Li, Haiguo; Nie, Cheng; Wang, Fred. . IEEE Open Journal of Power Electronics (Institute of Electrical and Electronics Engineers (IEEE)). 2022, 3: 535–548. ISSN 2644-1314. S2CID 251194445. doi:10.1109/ojpel.2022.3194849 .